# Renzo Sclavi
Renzo Sclavi (Canneto Pavese, 4 ottobre 1923 – Stradella, 21 agosto 2018) è stato un politico italiano.

## Biografia
Imprenditore, nel 1947 fonda l'azienda “Sclavi Costruzioni Generali”, attiva nei campi dell'edilizia pubblica, privata e ospedaliera e delle opere stradali.
Impegnato in politica con il Partito Socialista Democratico Italiano, è consigliere provinciale a Pavia. Nel 1983 viene eletto Senatore della Repubblica, restando in carica fino al 1987. Dal 1975 al 1990 è anche consigliere comunale per il PSDI a Stradella, mentre dal 1990 al 1993 ricopre la stessa carica a Broni.
Muore all'età di 94 anni nell'agosto 2018. Sposato con Ginetta, ebbe tre figli: Vittorio, Roberto e Paolo.